# Elfje Willemsen
Elfje Willemsen (Turnhout, 11 gennaio 1985) è un'ex bobbista ed ex giavellottista belga.

## Biografia
Prima di dedicarsi al bob, Elfje Willemsen ha praticato l'atletica leggera come giavellottista, avendo partecipato a due edizioni dei mondiali juniores: a Kingston 2002 fu sesta, mentre a Grosseto 2004 si classificò settima. Ha inoltre vinto il Gouden Spike, il più importante riconoscimento assegnato in Belgio, nel 2002 nella categoria dedicata ai nuovi talenti.
Compete professionalmente nel bob dal 2007 come pilota per la squadra nazionale belga. Debuttò in Coppa Europa a novembre di quello stesso anno e in Coppa Nordamericana a febbraio 2008, terminando seconda nella graduatoria generale al termine dell'annata 2008/09. Esordì invece in Coppa del Mondo il 13 novembre 2009 a Park City, all'avvio della stagione 2009/10, piazzandosi al ventesimo posto nel bob a due; poco più di sei anni dopo conquistò il suo primo podio, il 9 gennaio 2016 ad Altenberg, dove fu seconda nel bob a due in coppia con Sophie Vercruyssen. Detiene quale miglior piazzamento in classifica generale il quarto posto, ottenuto nel 2014/15.
Ha partecipato a tre edizioni dei Giochi olimpici invernali: a Vancouver 2010 si classificò al quattordicesimo posto nel bob a due, a Soči 2014 fu sesta nella stessa specialità e a Pyeongchang 2018 terminò la gara a due all'undicesima piazza.
Prese inoltre parte a sette edizioni dei campionati mondiali. Nel dettaglio i suoi risultati nelle prove iridate sono stati, nel bob a due: diciottesima a Lake Placid 2009, diciassettesima a Schönau am Königssee 2011, sedicesima a Lake Placid 2012, diciannovesima a Sankt Moritz 2013, settima a Winterberg 2015, nona a Innsbruck 2016 e decima a Schönau am Königssee 2017. Agli europei ha invece vinto la medaglia d'argento nella rassegna di Sankt Moritz 2016 in coppia con Sophie Vercruyssen.
Disputò l'ultima gara della sua carriera agonistica il 15 dicembre 2018 a Winterberg, prima tappa della Coppa del Mondo 2018/19.

## Palmarès

### Bob

#### Europei
- 1 medaglia:
  - 1 argento (bob a due a Sankt Moritz 2016).

#### Coppa del Mondo
- Miglior piazzamento in classifica generale nel bob a due: 4ª nel 2014/15.
- 5 podi (nel bob a due):
  - 5 secondi posti.

#### Coppa Europa
- Miglior piazzamento in classifica generale nel bob a due: 5ª nel 2016/17.
- 4 podi (tutti nel bob a due):
  - 4 vittorie.

#### Coppa Nordamericana
- Miglior piazzamento in classifica generale nel bob a due: 2ª nel 2008/09.
- 3 podi (tutti nel bob a due):
  - 3 terzi posti.

### Atletica leggera
| Anno | Manifestazione    | Sede     | Evento      | Risultato | Prestazione | Note                          |
| ---- | ----------------- | -------- | ----------- | --------- | ----------- | ----------------------------- |
| 2002 | Mondiali juniores | Kingston | Giavellotto | 6ª        | 52,18 m     |                               |
| 2004 | Mondiali juniores | Grosseto | Giavellotto | 7ª        | 52,70 m     | Miglior prestazione personale |